# Teratolytta monticola
Teratolytta monticola es una especie de coleóptero de la familia Meloidae.

## Distribución geográfica
Habita en Turquía.